# Deus Lhe Dê Cá Boas-Noites
"Deus lhe dê cá boas-noites" é uma cantiga de janeiras tradicional portuguesa originária da freguesia de Penha Garcia no concelho de Idanha-a-Nova.

## História

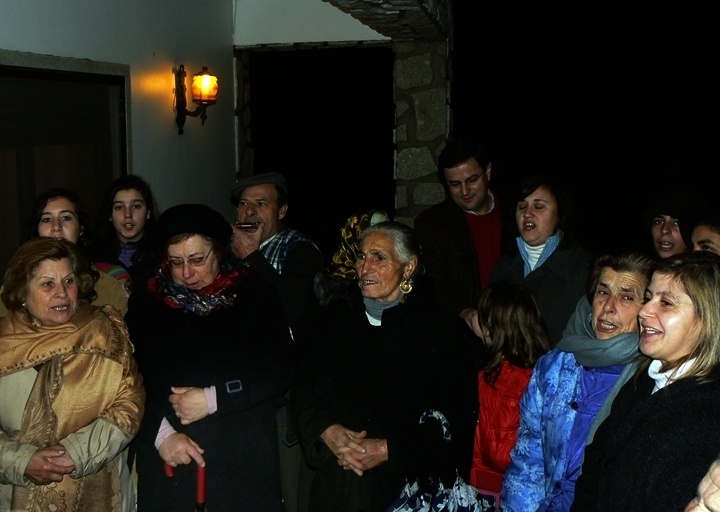
Grupo de janeireiros em Proença-a-Velha, no concelho de Idanha-a-Nova.

Esta cantiga de janeiras foi coligida por António Avelino Joyce e publicada em 1939 na revista Ocidente no âmbito do concurso "A Aldeia Mais Portuguesa de Portugal".
Posteriormente, entre os anos 1945 e 1950, sofreu um trabalho de harmonização pelo compositor português Fernando Lopes-Graça que a utilizou como um dos andamentos da sua Primeira Cantata do Natal.

## Letra
A letra consiste em duas quadras de origem popular. Como tipicamente acontece nas janeiras, ambas elogiam os habitantes da casa visitada pelos cantadores. Ambas as quadras são utilizadas noutra cantiga, igualmente de janeiras e da Beira Baixa chamada "Naquela relvinha que o vento gelou".

Deus lhe dê cá boas-noites,

Boas-noites de alegria,

Que lhas manda o Rei da Glória,

Filho da Virgem Maria.

Inda agora aqui cheguei,

Logo pus o pé na escada,

Logo o meu coração disse,

Aqui mora gente honrada.

## Discografia
- 1956 — Cantos Tradicionais Portugueses da Natividade. Coro de Câmara da Academia de Amadores de Música. Radertz. Faixa 14.
- 1978 — Primeira Cantata do Natal. Grupo de Música Vocal Contemporânea. A Voz do Dono / Valentim de Carvalho. Faixa 14.
- 1994 — Lopes Graça. Grupo de Música Vocal Contemporânea. EMI / Valentim de Carvalho. Faixa 14.
- 2000 — 1ª Cantata do Natal Sobre Cantos Tradicionais Portugueses de Natividade. Coral Públia Hortênsia. Edição de autor. Faixa 14.
- 2012 — Fernando Lopes-Graça  - Obra Coral a capella - Volume II. Lisboa Cantat. Numérica. Faixa 17.
- 2013 — Fernando Lopes-Graça  - Primeira Cantata de Natal. Coro da Academia de Música de Viana do Castelo. Numérica. Faixa 14.[3]
- 2017 — Primeira Cantata de Natal: Fernando Lopes-Graça. Coral de Letras da Universidade do Porto. Tradissom. Faixa 14.